# Lawrence Whitney
Lawrence Whitney (Estados Unidos, 2 de febrero de 1891-Boston, 24 de abril de 1941) fue un atleta estadounidense, especialista en la prueba de lanzamiento de peso en la que llegó a ser medallista de bronce olímpico en 1912.

## Carrera deportiva
En los JJ. OO. de Estocolmo 1912 ganó la medalla de bronce en el lanzamiento de peso, llegando hasta los 13.93 metros, siendo superado por sus compatriotas Patrick McDonald que con 15.34 m batió el récord olímpico, y Ralph Rose (plata).